# Synthetic Breed
Synthetic Breed (en español: 'raza sintética') es un grupo de música australiano de heavy metal formada en Melbourne, en 2002, la banda la podemos definir como una combincion de death metal, del industrial, del progresivo hasta el nu-metal y pasando por el groove metal

## Historia
Explosiones de furia psicóticas y biomecánica, palpitantes poli-ritmos y una precisión metronómica son los sonidos propios de la banda australiana Synthetic Breed. Demostrando un amplio conocimiento del metal, con temas compuestos por el talento australiano local que exponen algunos de los músicos más explosivos y con talento en la escena del metal.
Su segundo EP ‘Fractured’ recibió grandes y emotivas críticas en todo el mundo, mostrando parte de la música más pesada y más intensa técnica contemporánea, la adjudicación Demo del mes por la revista Metal Hammer (Alemania) en septiembre de 2006.
En 2007, el debut de la banda de su «Full-Length «Catatonic» le dio un gran paso a la carrera musical de Synthetic Breed ya que estuvo en los puestos más altos.
Synthetic Breed llega con «Perpetual Motion Machine» en 2010 para desmostar la fuerza de sus riffs agresivos, sus voces desgargantes y el estilo de sus voces melódicas, guardando sus ritmos tan exactos y a grandes destiempos. La banda es a veces  confundida con la banda Suiza Sybreed ya que su abreviación es de synthetic breed.

## Miembros

### Actuales
- Callan Hughes - voz (2005-2011, 2012-presente)
- Vincent Zylstra - guitarra, voz de apoyo(2002-presente)
- Jonas Bahlo - bajo (2002-2010, 2012-presente)
- Daniel Luttick - batería (2004-presente)

### Exmiembros
- Mark Condello - voz (2002-2004)
- Nick Bose - batería (2002-2004)
- Reza Nasseri - guitarra (2002-2006)
- Darcy Mildren - guitarra (2006-2008)
- M. Refalaeda - voz (2011-2012)
- Luke Thiel - bajo (2011-2012)

## Álbumes de estudio
- Perpetual Motion Machine (2010)
- Zero Degrees Freedom (2011)